# Sostenes

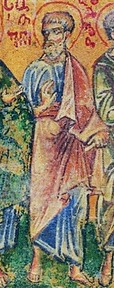
Sostenes

Sostenes (Grieks: Σωσθένης, Sōsthénēs, "veilig in kracht") wordt twee keer genoemd in het Nieuwe Testament. In Handelingen 18:12-17 was het de naam van een leider van de synagoge in Korinte. In 1 Korintiërs 1:1-2 was het een metgezel van Paulus, aangeduid als "onze broeder Sostenes" (Grieks: Σωσθένης ὁ ἀδελφός, Sōsthénēs ho adelphós, letterlijk "Sosthenes de broer"), een bekeerling tot het christendom en co-auteur van 1 Korintiërs.
Sommige historici veronderstellen dat deze twee vermeldingen over dezelfde Sostenes gaan. Het is niet duidelijk of deze identificatie houdbaar is. De naam kwam veel voor.
Volgens het verhaal in Handelingen werd Sostenes door de menigte gegrepen en geslagen in aanwezigheid van Gallio, de Romeinse proconsul, toen Gallio weigerde op instigatie van de Joden op te treden tegen Paulus. De motieven van deze aanval op Sostenes zijn niet duidelijk. Sommige manuscripten voegen toe dat de menigte uit "Grieken" bestond; anderen lezen "Joden". Als de twee personen Sostenes dezelfde waren en die uit 1 Korintiërs dus een tot het christendom bekeerde leider van de synagoge was, is het aannemelijk dat de Joden hem sloegen. Als Sostenes als leider van de synagoge de aanvoerder was van degenen die Paulus aanvielen, is het aannemelijk dat de Grieken hem sloegen.
Er is ook gesuggereerd dat Sostenes een latere naam is van Crispus, die wordt genoemd in Handelingen 18:8 en 1 Korintiërs 1:14, maar Strong en McClintock zeggen dat dit "willekeurig en niet ondersteund" is.
Hij wordt traditioneel vermeld als een van de zeventig discipelen in Lucas 10:1 en hij zou later bisschop zijn geworden van Colophon (Klein-Azië).